# Graham Zusi
Graham Jonathan Zusi (Longwood, 18 augustus 1986) is een Amerikaanse voetballer die bij voorkeur als vleugelspeler uitkomt. Hij tekende in 2009 een contract bij Kansas City Wizards, het toenmalige Sporting Kansas City, uit de Major League Soccer.

## Clubcarrière
Zusi werd in de tweede ronde van de MLS SuperDraft 2009 als 23e geselecteerd door Kansas City Wizards. Hij maakte zijn professionele debuut op 21 maart 2009 tegen Toronto FC. Zusi brak in 2011 definitief door bij Sporting Kansas City, het voormalige Kansas City Wizards, wat hem een oproep voor het Amerikaanse nationale team opleverde. Zijn goede spel werd in februari 2012 beloont met een nieuw 4-jarig contract bij Kansas City. Ook in 2012 bleef Zusi een van de belangrijkste spelers van het team door 15 assists te geven, het hoogste aantal van de competitie in dat jaar.
Op 9 januari 2013 trainde Zusi mee met West Ham United. Op 18 december 2013 won Zusi met Sporting Kansas City de MLS Cup 2013.

## Interlandcarrière
Op 21 januari 2012 maakte Zusi zijn debuut voor het Amerikaanse nationale team in een vriendschappelijke interland tegen Venezuela. Op 25 januari 2012 scoorde Zusi zijn eerste doelpunt voor het nationale team in een 1-0-overwinning op Panama. Zusi speelde daarna meerdere keren in WK-kwalificatieduels.

## Erelijst
Sporting Kansas City
- MLS Cup

2013